# Max Makowski
Pour les articles homonymes, voir Makowski.
Max Makowski est un réalisateur américain.
À la fin des années 2000, il était pressenti pour réaliser pour le cinéma un remake de la série télévisée Kung Fu.

## Filmographie
- 1998 : The Pigeon Egg Strategy
- 2002 : Jeux pervers (Taboo)
- 2005 : One Last Dance